# Мохамед Сімакан
Мохамед Сімакан (фр. Mohamed Simakan, нар. 3 травня 2000, Марсель) — французький футболіст, захисник німецького клубу «РБ Лейпциг».
Виступав, зокрема, за клуб «Страсбур», а також юнацьку збірну Франції.

## Клубна кар'єра
Народився 3 травня 2000 року в місті Марсель. Вихованець юнацьких команд футбольних клубів «Віво», «Руйжер», «Марсель», JO «Сен-Габріель» та «Ейр Бель».
У дорослому футболі дебютував 2017 року виступами за фарм-клуб «Страсбура», в команді провів два сезони, взявши участь у 24 матчах чемпіонату. 
Своєю грою за цю команду привернув увагу представників тренерського штабу основної команди «Страсбура», до складу якого приєднався 2019 року. Відіграв за команду наступні два сезони своєї ігрової кар'єри.
22 березня 2021 року Сімакан підписав п’ятирічну угоду з німецьким клубом «РБ Лейпциг» за нерозголошену плату. Угода набула чинності влітку 2021 року.

## Виступи за збірну
Народився у Франції, має гвінейське походження.
2019 року дебютував у складі юнацької збірної Франції (U-20), загалом на юнацькому рівні взяв участь у 2 іграх, відзначившись одним забитим голом.

## Статистика виступів

### Статистика клубних виступів
| Сезон                  | Команда                | Чемпіонат              | Чемпіонат | Чемпіонат | Національний кубок | Національний кубок | Національний кубок | Континентальні кубки | Континентальні кубки | Континентальні кубки | Інші змагання | Інші змагання | Інші змагання | Усього | Усього | Усього |
| Сезон                  | Команда                | Ліга                   | Ігор      | Голів     | Ліга               | Ігор               | Голів              | Ліга                 | Ігор                 | Голів                | Ліга          | Ігор          | Голів         | Ігор   | Голів  |        |
| ---------------------- | ---------------------- | ---------------------- | --------- | --------- | ------------------ | ------------------ | ------------------ | -------------------- | -------------------- | -------------------- | ------------- | ------------- | ------------- | ------ | ------ | ------ |
| 2017–18                | «Страсбур-2»           | НЧ3                    | 18        | 1         | -                  | -                  | -                  | -                    | -                    | -                    | -             | -             | -             | 18     | 1      |        |
| 2018–19                | «Страсбур-2»           | НЧ3                    | 6         | 0         | -                  | -                  | -                  | -                    | -                    | -                    | -             | -             | -             | 6      | 0      |        |
| Усього за «Страсбур-2» | Усього за «Страсбур-2» | Усього за «Страсбур-2» | 24        | 1         |                    | -                  | -                  |                      | -                    | -                    |               | -             | -             | 24     | 1      |        |
| 2019–20                | «Страсбур»             | Л1                     | 19        | 0         | КФ+КЛ              | 1+0                | 0                  | ЛЄ                   | 5                    | 0                    | -             | -             | -             | 25     | 0      |        |
| 2020–21                | «Страсбур»             | Л1                     | 19        | 1         | КФ                 | 0                  | 0                  | -                    | -                    | -                    | -             | -             | -             | 19     | 1      |        |
| Усього за «Страсбур»   | Усього за «Страсбур»   | Усього за «Страсбур»   | 38        | 1         |                    | 1                  | 0                  |                      | 5                    | 0                    |               | -             | -             | 44     | 1      |        |
| Усього за кар'єру      | Усього за кар'єру      | Усього за кар'єру      | 62        | 2         |                    | 1                  | 0                  |                      | 5                    | 0                    |               | -             | -             | 68     | 2      |        |

## Титули і досягнення
- Володар Кубка Німеччини (2):

«РБ Лейпциг»: 2021–22, 2022–23
- Володар Суперкубка Німеччини (1):

«РБ Лейпциг»: 2023